# Nieuwe verbond
Het nieuwe verbond (Hebreeuws: ברית חדשה, berīt chadasja; Grieks: διαθήκη καινή, diathḗkē kainḗ) betekent in het christendom de relatie tussen God en de christenen (naar Hebreeën 9:15-17). Over het algemeen wordt aangenomen dat dit verbond werd gesloten tijdens het Laatste Avondmaal, als onderdeel van de eucharistie (Lucas 22:20).
Het 'oude verbond' was het verbond tussen God en de Joden dat in de tijd van Mozes was gesloten, bekrachtigd door de Wet van Mozes.
Het Griekse woord diathḗkē werd in het Laatlatijn (vroege 14e eeuw) vertaald met testamentum, waardoor de termen Oude Testament en Nieuwe Testament ontstonden.

## Jodendom
Het nieuwe verbond (ברית חדשה, zoals beschreven in Jeremia 31:31 en verder) moet volgens het jodendom gezien worden als een vernieuwd verbond wat al gemaakt was met Abraham. Het 'oude verbond' met Abraham wordt beschreven in Genesis 12. (En meer specifiek Genesis 15:18.) Het verbond met Abraham was de belofte van God om zijn nageslacht te vermeerderen en om hem het land Kanaän te geven.
Het verbond wordt vernieuwd met Mozes als beschreven in Deuteronomium 4:13-14. Door het accepteren van de tien geboden wordt Israël daadwerkelijk Gods volk. Het nieuwe verbond als beschreven Jeremia 31:31 en verder, gaat een stap verder. Daar waar het verbond met Mozes en het volk Israël gesloten is om de tien geboden te houden én de wetten en verordeningen (de 613 mitswot) daar wordt beschreven dat God in de toekomst zijn onderwijzing in het binnenste en in het hart van elke Jood zal schrijven (Jeremia 31:33 e.v.).